# 18 Brygada Artylerii (II RP)
18 Brygada Artylerii – związek taktyczny artylerii Wojska Polskiego okresu II Rzeczypospolitej.

## Charakterystyka
Powstała na bazie artylerii Grupy Operacyjnej gen. Bonina.
Brygada artylerii II RP miała w swym składzie przeciętnie ok. 40 oficerów, 950 szeregowych obsługi działowej, łączności i karabinów maszynowych. Była uzbrojona w ok. 30 dział polowych 75 mm, ok. 8 dział 105 mm, ok. 30 karabinów maszynowych i ok. 1000 karabinów.
Na dzień 1 maja 1920 dysponowała 31 działami polowymi i 12 działami ciężkimi.
Tabor brygady liczył ok. 230 wozów i ok. 20 kuchni polowych.

## Skład pod koniec 1919
- 18 pułk artylerii polowej w składzie 8 baterii (1 bateria – w głębi kraju)
- 4 bateria I dywizjonu 18 pułku artylerii ciężkiej (dowództwo pułku i II dywizjon – w głębi kraju)

## Dowódcy brygady
- płk Stanisław Ostrowski (12 II 1920 – 1921[2][3]
- ppłk Stanisław Rohoziński (był 2 IX 1920[4]